# Johannes Kupke
Johannes Kupke (* 12. November 1894; † 19. August 1988 in Berlin) war ein deutscher Mediziner.

## Leben
Nach seinem Abitur in Berlin-Wedding studierte Johannes Kupke Medizin an der Berliner Friedrich-Wilhelms-Universität. 1921 wurde er mit der Arbeit Beitrag zur Frage der Retention von Placentarresten nach Geburt reifer oder nahezu reifer Früchte promoviert.
Bereits in den 1920er Jahren schloss sich Kupke der Arbeiterbewegung an; seit 1931 war er in der Roten Hilfe aktiv. Nach 1933 unterhielt er über Walter Husemann Kontakte zu Widerstandskämpfern der Roten Kapelle und stellte seine Arztpraxis in Berlin-Niederschönhausen für konspirative Treffen zur Verfügung.
Nach Ende des Zweiten Weltkriegs wurde er von dem sowjetischen Ortskommandanten Major Gussew als erster Bürgermeister von Berlin-Niederschönhausen eingesetzt. Kupke praktizierte bis in die 1980er Jahre als Arzt. Zu seinen Patienten gehörten prominente Einwohner von Berlin-Pankow, darunter der erste und einzige Präsident der DDR Wilhelm Pieck und der Schriftsteller Hans Fallada.
Kupke erhielt in der DDR zahlreiche staatliche Auszeichnungen. In Berlin-Rosenthal wurde eine Straße nach ihm benannt.
Sein Grab befindet sich auf dem Friedhof Pankow IV in Berlin-Niederschönhausen.

## Auszeichnungen
- 1950: Verdienter Arzt des Volkes[5]
- 1969: Vaterländischer Verdienstorden in Silber[6]
- 1976: Vaterländischer Verdienstorden in Gold[7]